# Neuwiedia griffithii
Neuwiedia griffithii é uma espécie de orquídea terrestre, família Orchidaceae, que habita da Península a Sumatra.